# Peromyscus stirtoni
Peromyscus stirtoni is een zoogdier uit de familie van de Cricetidae. Deze soort leeft in Midden-Amerika.

## Naamgeving
De wetenschappelijke naam van de soort werd voor het eerst geldig gepubliceerd door Donald Ryder Dickey in 1928. Peromyscus stirtoni is vernoemd naar Ruben Arthur Stirton, een Amerikaanse zoöloog.

## Voorkomen
Peromyscus stirtoni komt voor in de droogbossen aan de Pacifische zijde van Midden-Amerika. Het verspreidingsgebied loopt van het zuidoosten van Guatemala via El Salvador en Honduras naar het westen van Nicaragua. Ongeveer 2.000 tot 3.000 jaar geleden kwam dit knaagdier voor tot in het noordwesten van Costa Rica, wat blijkt uit subfossiele vondsten in grotten in het Nationaal park Barra Honda in de provincie Guanacaste.